# Oliver Lund
Oliver Lund Jensen (født 21. august 1990) er en dansk tidligere fodboldspiller, der senest spillede for AGF.

## Klubkarriere

### Akademisk Boldklub
Oliver Lund startede sin karriere i AB i Gladsaxe og viste sig som en særdeles alsidig spiller. Her blev han brugt i flere positioner som blandt andet Forsvarsspiller og Angriber. Hans præsentationer fangede andre klubbers opmærksomhed, hvilket senere resulterede i et skifte til FC Vestsjælland.

### FC Vestsjælland
Han spillede sin første kamp i Superligaen samt fik sin debut for FC Vestsjælland den 21. juli 2017 i en kamp mod Brøndby IF, der endte 1-1.

### Odense Boldklub
Det blev offentliggjort den 22. juli 2015, at Lund havde skrevet under på en toårig aftale med Odense Boldklub. Han forlod klubben i sommeren 2017, da hans kontrakt udløb.

### Lyngby Boldklub
Lund skiftede til Lyngby Boldklub den 27. juni 2017.

### Tilbage til OB
Lund skiftede tilbage til OB den 25. januar 2019.
Det er blevet offentliggjort, at Lund stoppede i OB ved sit kontraktudløb i udgangen af 2020/21 sæsonen.

### AGF
Den 16. juni 2021 skiftede han til AGF på en etårig aftale, som senere blev forlænget. Lund fik en hel del spilletid i sin første sæson i den aarhusianske klub, men i den følgende sæson blev det kun til få optrædener på førsteholdet, og Lund forlod AGF i sommeren 2023. Han nåede i alt 33 førsteholdskampe i sine to sæsoner.